# Hodonín (distrikt)
Hodonín (tjeckiska: okres Hodonín) är ett distrikt i Tjeckien. Det ligger i regionen Södra Mähren, i den sydöstra delen av landet, 240 km sydost om huvudstaden Prag. Antalet invånare är 157 610. Arean är 1 099 kvadratkilometer. Distriktet Hodonín gränsar till Břeclav, Vyškov, Uherské Hradiště och Kroměříž. 
Terrängen i distriktet Hodonín är kuperad åt nordost, men åt sydväst är den platt.
Distriktet Hodonín delas in i:
- Kyjov
- Veselí nad Moravou
- Strážnice
- Hodonín
- Čeložnice
- Žarošice
- Ždánice
- Želetice
- Žeraviny
- Dražůvky
- Dubňany
- Vnorovy
- Strážovice
- Archlebov
- Nenkovice
- Svatobořice-Mistřín
- Hrubá Vrbka
- Blatnice pod Svatým Antonínkem
- Blatnička
- Suchov
- Uhřice
- Karlín
- Vřesovice
- Starý Poddvorov
- Lužice
- Bukovany
- Vracov
- Mikulčice
- Bzenec
- Dambořice
- Domanín
- Vlkoš
- Milotice
- Kuželov
- Hroznová Lhota
- Hýsly
- Javorník
- Josefov
- Kelčany
- Sobůlky
- Kostelec
- Moravský Písek
- Kozojídky
- Mouchnice
- Labuty
- Lipov
- Lovčice
- Malá Vrbka
- Moravany
- Dolní Bojanovice
- Nechvalín
- Skalka
- Ostrovánky
- Nová Lhota
- Velká nad Veličkou
- Čejkovice
- Terezín
- Žádovice
- Tasov
- Stavěšice
- Petrov
- Radějov
- Nový Poddvorov
- Skoronice
- Ježov
- Ratíškovice
- Sudoměřice
- Syrovín
- Louka
- Věteřov
- Prušánky
- Těmice
- Mutěnice
- Tvarožná Lhota
- Kněždub
- Hovorany
- Čejč
- Rohatec
- Násedlovice
- Vacenovice
- Žeravice
- Šardice

Följande samhällen finns i distriktet Hodonín:
- Kyjov
- Prušánky
- Mikulčice
- Tvarožná Lhota
- Nová Lhota